# PGC 2881
PGC 2881, auch ESO 540-30, ist eine leuchtschwache Zwerggalaxie im Sternbild Bildhauer am Südsternhimmel. Die Galaxie ist etwas mehr als 11 Millionen Lichtjahre entfernt und gehört zur Sculptor-Galaxiengruppe.